# وادي ملل
وادي ملل أحد أودية منطقة المدينة المنورة.
يقع حوض وادي ملل إلى الغرب مباشرة من حوض وادي العقيق٬ ويصرف الوادي سفوح المرتفعات الواقعة في الواجهة الغربية لحوض المدينة المنورة كجبال ضبع وجبل السنام الواقعة على يسار طريق المدينة المنورة - مكة٬ وجبال النمر والحميا وطور الفليق في الغرب٬ ويشق مجراه شمالاً قبل أن ينحرف نحو الشمال الشرقي ليصب في وادي الحمض قبل قرية بواطة على بعد نحو 40 كم شمال غرب المدينة المنورة٬ يليه مصب وادي بواط عند بواطة.